# Keprnická hornatina
Keprnická hornatina (pol. Masyw Keprníka, niem. Kepernik-Bergland) – mikroregion wchodzący w skład pasma górskiego Wysokiego Jesionika (cz. Hrubý Jeseník), w północno-wschodnich Czechach, w Sudetach Wschodnich, na pograniczu Moraw i Śląska.  Graniczy od północnego zachodu z Górami Złotymi (cz. Rychlebské hory), od południowego wschodu z Masywem Pradziada (cz. Pradědská hornatina), od wschodu i północy z Górami Opawskimi (cz. Zlatohorská vrchovina), a od zachodu i południa z pasmem o nazwie Hanušovická vrchovina.

## Charakterystyka
Jest to jeden z trzech mikroregionów pasma Wysokiego Jesionika o średniej wysokości 895,5 m n.p.m. z najwyższym szczytem Keprník. Od Masywu Pradziada oddziela go przełęcz Červenohorské sedlo, a od Gór Złotych i pasma Hanušovická vrchovina – przełęcz Ramzovska (cz. Ramzovské sedlo) .
Masyw Keprníka składa się z grzbietu głównego, biegnącego od przełęczy Červenohorské sedlo do przełęczy Ramzovskiej, trzech ramion bocznych z głównymi szczytami: Vozka, Černá stráň i Šindelná hora oraz masywu góry Ucháč za przełęczą Přemyslovské sedlo .

## Budowa geologiczna
Pod względem geologicznym Masyw Keprníka zbudowany jest ze skał metamorficznych, głównie: gnejsów, ortognejsów, migmatytów, łupków łyszczykowych, amfibolitów, fyllitów, marmurów i in..

## Rzeźba terenu

### Szczyty

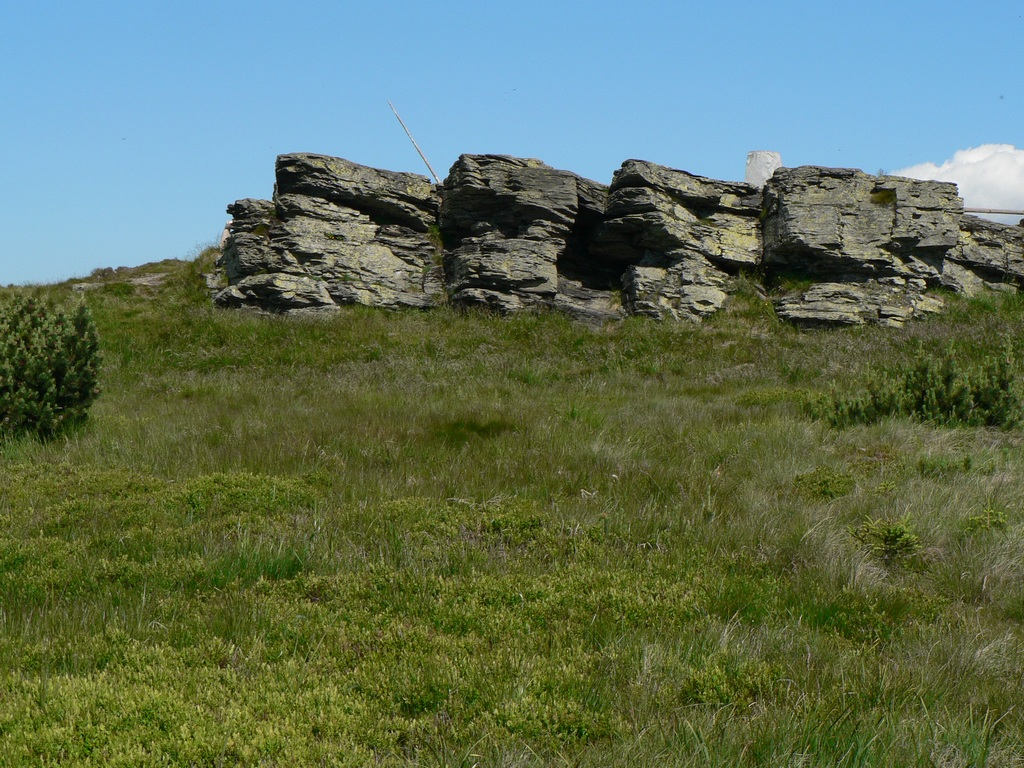
Najwyższy szczyt Masywu Keprníka – Keprník (2008 rok)

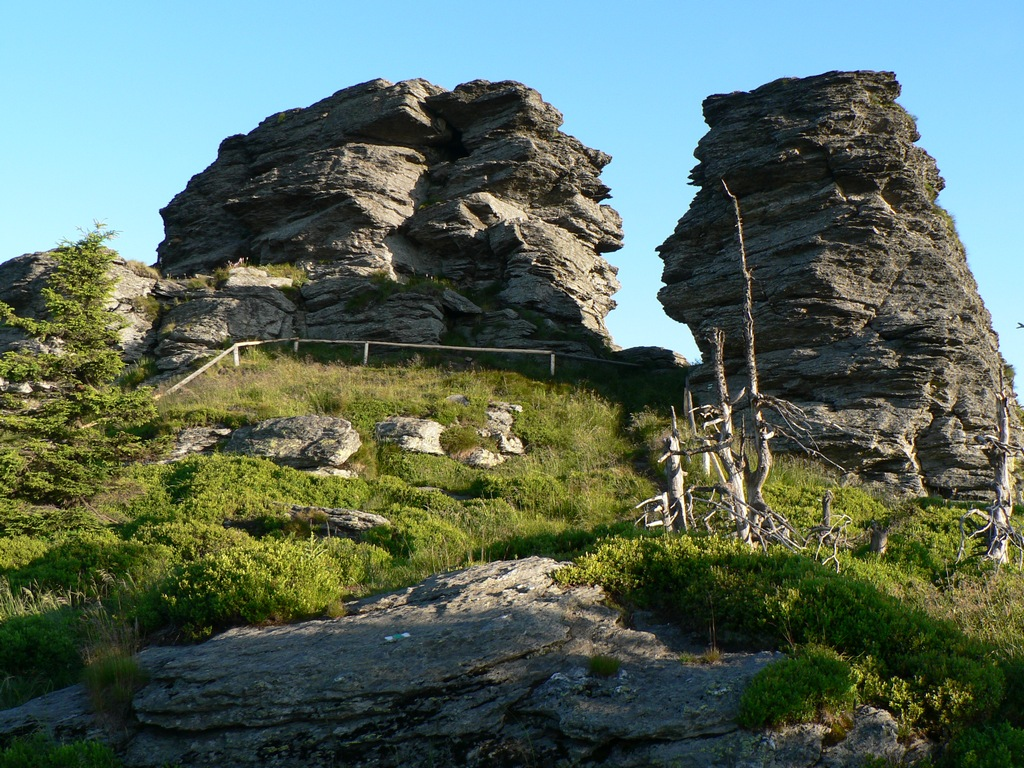
Legendarne skalisko na szczycie góry Vozka (2008 rok)

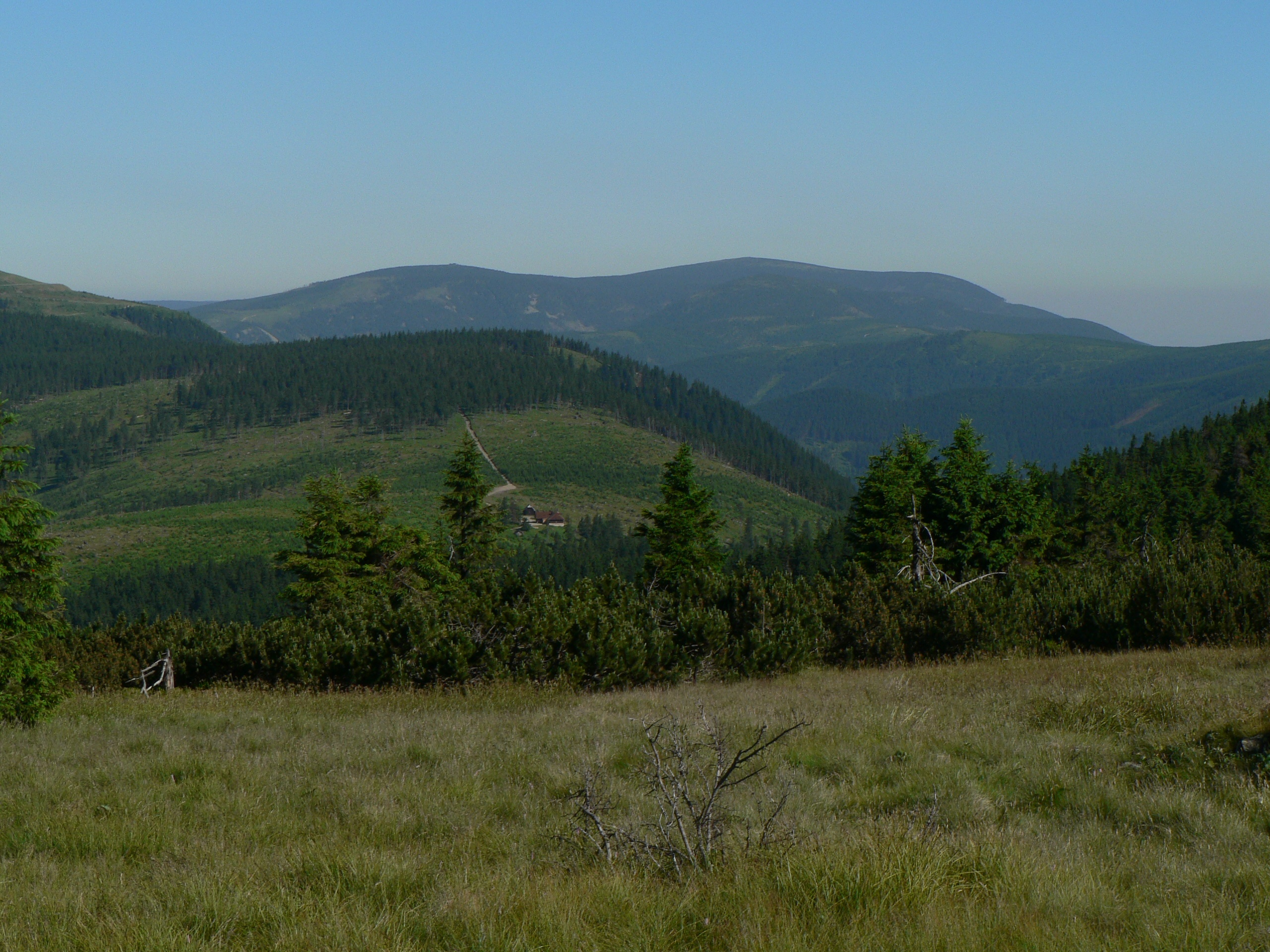
Widok z przełęczy Sedlo nad Malým kotlem na szczyty gór Vozka, Keprník i Žalostná, poniżej na pierwszym planie Velká Jezerná (2010 rok)

W Masywie Keprníka znajduje się 69 określonych i nazwanych szczytów, w tym 34 o wysokości powyżej 1000 m n.p.m. .
| Lp. | Szczyt                         | Wysokość m n.p.m. |
| 1   | Keprník                        | 1423              |
| 2   | Vozka                          | 1377              |
| 3   | Žalostná                       | 1352              |
| 4   | Šerák                          | 1351              |
| 5   | Červená hora                   | 1333              |
| 6   | Keprník – J                    | 1322              |
| 7   | Spálený vrch – SV              | 1313              |
| 8   | Spálený vrch                   | 1313              |
| 9   | Červená hora – S               | 1311              |
| 10  | Šerák – JZ                     | 1288              |
| 11  | Keprník – JV                   | 1286              |
| 12  | Mračná hora                    | 1270              |
| 13  | Černá stráň                    | 1237              |
| 14  | Černá stráň – ZSZ              | 1195              |
| 15  | Klínová hora                   | 1179              |
| 16  | Černá stráň – SZ               | 1167              |
| 17  | Točník                         | 1146              |
| 18  | Polom                          | 1128              |
| 19  | Šindelná hora                  | 1126              |
| 20  | Černá stráň – SV               | 1111              |
| 21  | Červená hora – V               | 1109              |
| 22  | Červená hora – JV              | 1105              |
| 23  | Černava                        | 1103              |
| 24  | Obří skály                     | 1092              |
| 25  | Šumný                          | 1075              |
| 26  | Jelení stráň                   | 1070              |
| 27  | Šindelná hora – JZ             | 1057              |
| 28  | Troják                         | 1050              |
| 29  | Černá stráň – S                | 1047              |
| 30  | Troják – SZ                    | 1046              |
| 31  | Suchá hora                     | 1020              |
| 32  | Kutiště                        | 1020              |
| 33  | Ucháč                          | 1010              |
| 34  | Ucháč – JZ                     | 1010              |
| 35  | Skalky u Červenohorského sedla | 996               |

| Lp. | Szczyt                              | Wysokość m n.p.m. |
| 36  | Skalky u Červenohorského sedla – JZ | 991               |
| 37  | Šindelná hora – J                   | 959               |
| 38  | Černava – JZ                        | 950               |
| 39  | Jelení skalka                       | 949               |
| 40  | Troják – JZ                         | 936               |
| 41  | Ucháč – SV                          | 933               |
| 42  | Tři kameny                          | 926               |
| 43  | Sněhulák – JV                       | 903               |
| 44  | Jelení skok                         | 886               |
| 45  | Štolný hřbet                        | 885               |
| 46  | Tři kameny – SZ                     | 881               |
| 47  | Spálená stráň                       | 870               |
| 48  | Sklenský vrch                       | 866               |
| 49  | Sněhulák                            | 864               |
| 50  | Sklenský vrch – V                   | 859               |
| 51  | Miroslav                            | 839               |
| 52  | Nad Výrovkou                        | 815               |
| 53  | Bukový vrch                         | 771               |
| 54  | Javořík                             | 771               |
| 55  | Javořík – SV                        | 768               |
| 56  | Ovčí vrch (2)                       | 766               |
| 57  | Javořík – SZ                        | 731               |
| 58  | Lázeňský vrch                       | 716               |
| 59  | Bezový                              | 697               |
| 60  | Nad Bobrovníkem                     | 687               |
| 61  | Nad Bobrovníkem – SZ                | 672               |
| 62  | Domašovský vrch                     | 668               |
| 63  | Nad hájenkou                        | 657               |
| 64  | Sněžná stráň – J                    | 650               |
| 65  | Sněžná stráň                        | 646               |
| 66  | Toč                                 | 620               |
| 67  | Sněžná stráň – SZ                   | 602               |
| 68  | Nad Bobrovníkem – SV                | 589               |
| 69  | Farský kopec                        | 578               |

### Przełęcze

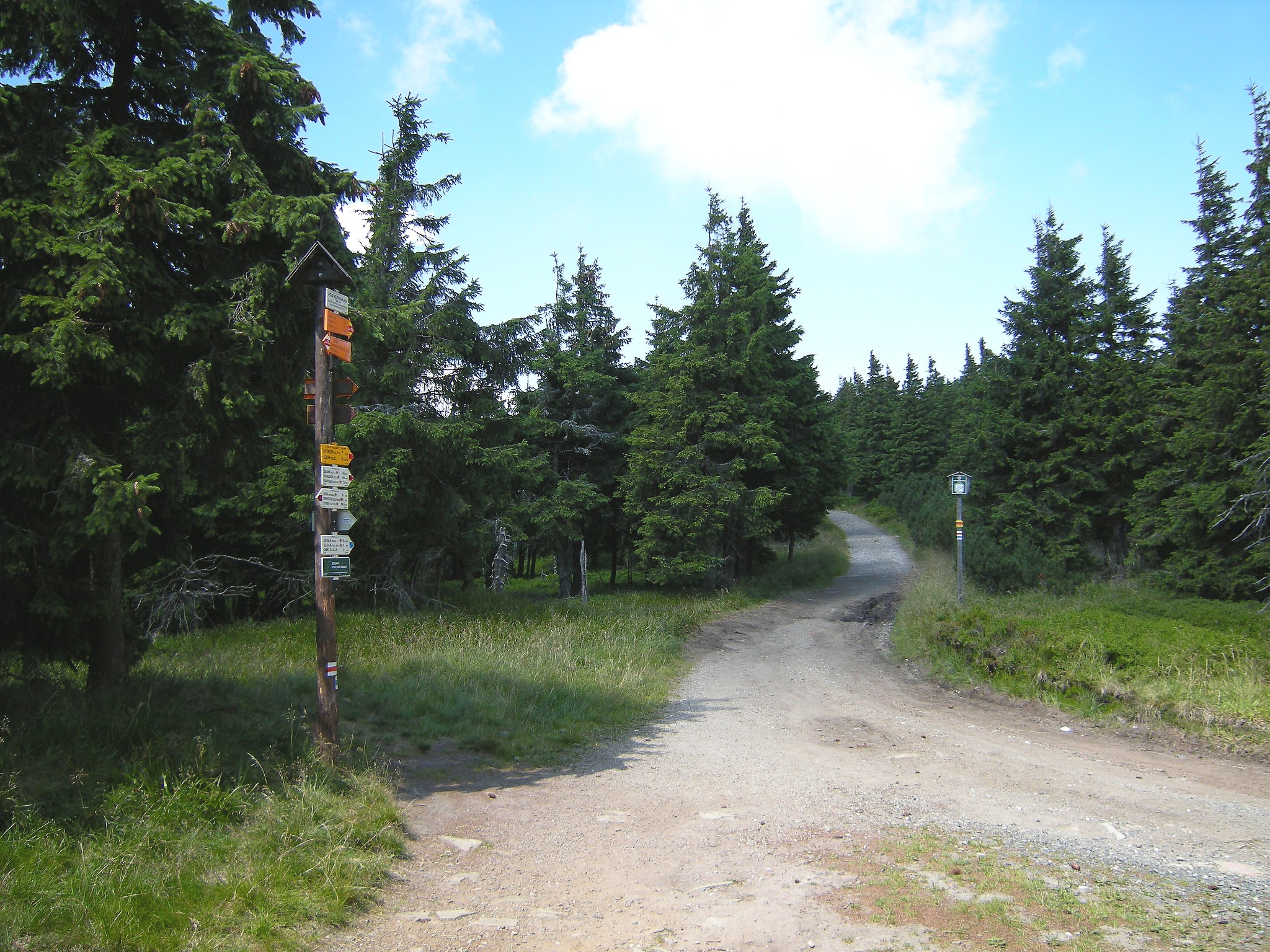
Widok na przełęcz Sedlo pod Keprníkem (2012 rok)

Najwyższą przełęczą Masywu Keprníka jest mało wybitna przełęcz pomiędzy szczytami gór Keprník i Žalostná położona na wysokości 1344 m n.p.m. . 
| Ważniejsze przełęcze Masywu Keprníka |                     |                   |
| Lp.                                  | Przełęcz            | Wysokość m n.p.m. |
| 1                                    | Sedlo Trojmezí      | 1302              |
| 2                                    | Sedlo pod Keprníkem | 1281              |
| 3                                    | Sedlo pod Vřesovkou | 1203              |
| 4                                    | Sedlo pod Polomem   | 1027              |
| 5                                    | Červenohorské sedlo | 1013              |
| 6                                    | Volská louka        | 1003              |
| 7                                    | Přemyslovské sedlo  | 765               |
| 8                                    | Przełęcz Ramzovska  | 759               |
| 9                                    | Sedlo pod Javoříkem | 702               |

## Wody
Grzbiet główny Masywu Keprníka, biegnący od przełęczy Ramzovskiej do przełęczy Červenohorské sedlo jest częścią granicy Wielkiego Europejskiego Działu Wodnego, dzielącej zlewiska Morza Bałtyckiego i Morza Czarnego .
Mają tu swoje źródła potoki, z których najważniejsze to: Hučivá Desná, Hučava, Javořický p., Keprnický p., Klepáčský p., Novolosinský p., Poniklý p., Rudohorský p., Černý p. .

## Ochrona przyrody

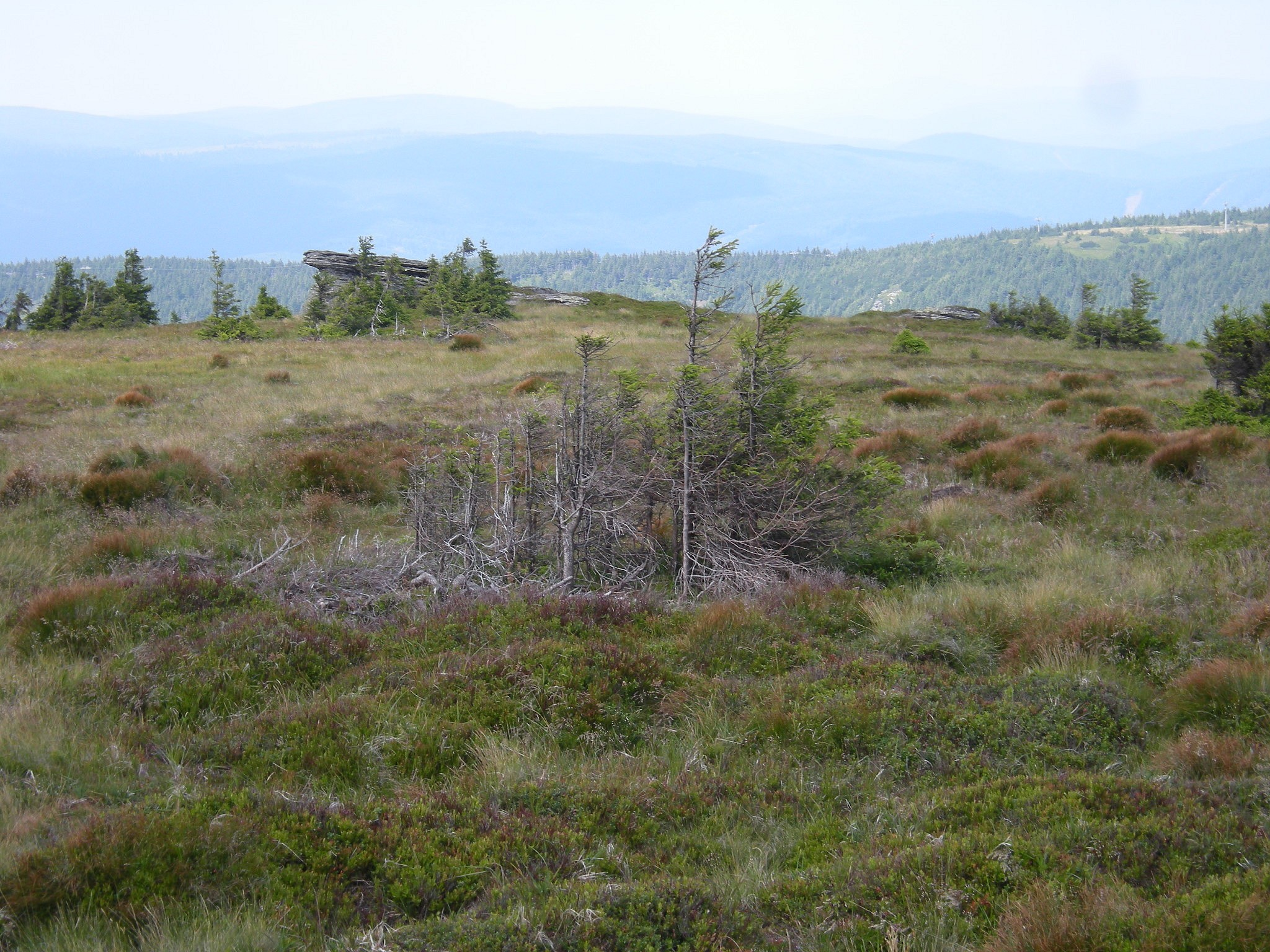
Roślinność na górze Keprník w obszarze narodowego rezerwatu przyrody Šerák-Keprník (2012 rok)

W 1969 roku, w Jesionikach (cz. Jeseníky) wydzielono obszar objęty ochroną o nazwie Obszar Chronionego Krajobrazu Jesioniki (cz. Chráněná krajinná oblast (CHKO) Jeseníky), na którym w granicach Wysokiego Jesionika utworzono 4 narodowe rezerwaty przyrody, 15 rezerwatów przyrody, 1 narodowy pomnik przyrody i 4 pomniki przyrody, w celu ochrony utworów skalnych, ziemnych i roślinnych oraz rzadkich gatunków zwierząt.

### Rezerwaty i pomniki przyrody
W Masywie Keprníka utworzono 1 narodowy rezerwat przyrody, 6 rezerwatów przyrody i 3 pomniki przyrody :
- NRP Šerák-Keprník (794 ha)
- RP Sněžná kotlina (108 ha)
- RP Pod Slunečnou strání (15 ha)
- RP Františkov (11 ha)
- RP Přemyslovské sedlo (5 ha)
- RP Filipovické louky (2 ha)
- RP Šumárník (1 ha)
- PP Slunná stráň (38 ha)
- PP Letní stráň (52 ha)
- PP Louka Na Miroslavi (1 ha)

## Miejscowości

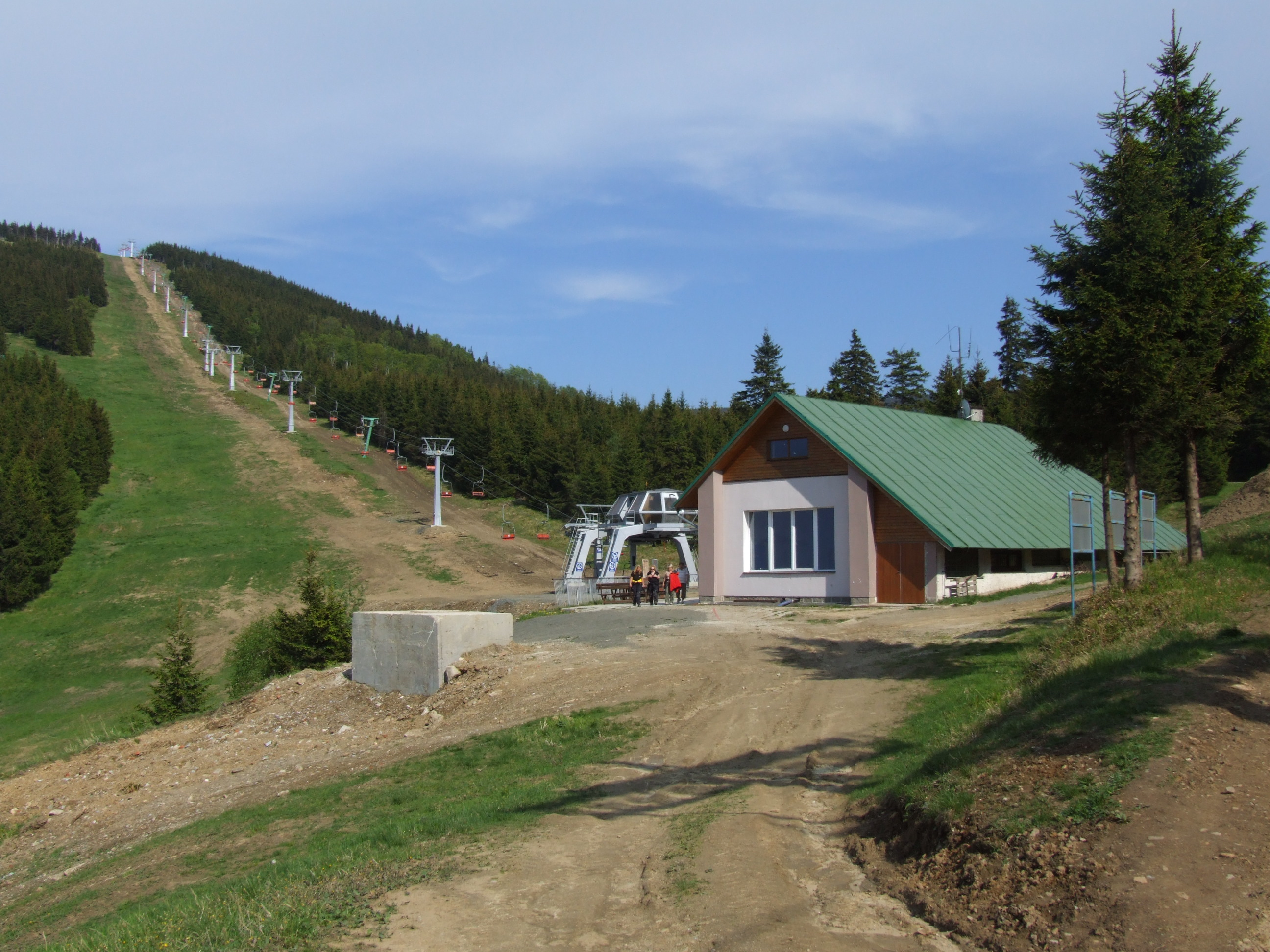
Kolej linowa na trasie: Ramzová – Šerák (2011 rok)

Bezpośrednio w Masywie Keprníka znajdują się następujące miejscowości :
- Filipovice (część miejscowości Bělá pod Pradědem)
- Nové Losiny (część miejscowości Jindřichov)
- Přemyslov (część miejscowości Loučná nad Desnou)
- Ramzová (część miejscowości Ostružná)

## Schroniska i hotele górskie

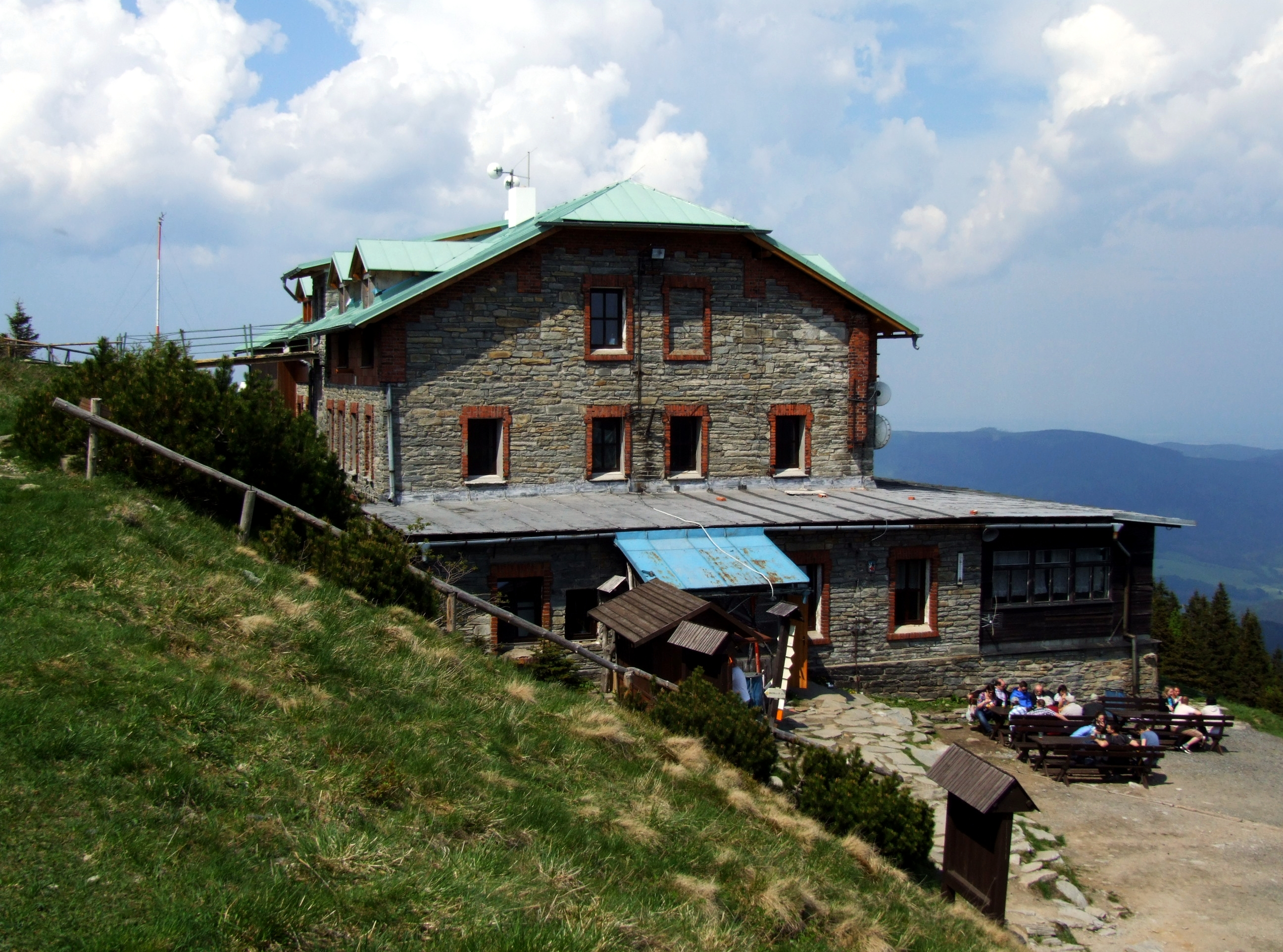
Schronisko turystyczne chata Jiřího na Šeráku (2011 rok)

W Masywie Keprníka znajduje się schronisko turystyczne na górze Šerák – chata Jiřího oraz na przełęczy Červenohorské sedlo – hotel górski Červenohorské Sedlo z bazą pensjonatów.
Natomiast w rejonie źródła Vřesová studánka znajdują się pozostałości schroniska, poniżej którego znajduje się kapliczka, gdzie według tradycji płynie cudowna woda .
Poza tym na obszarze Masywu Keprníka znajduje się kilkadziesiąt chat rozsianych na stokach gór, jednak nie mają one charakteru typowych schronisk, a zalicza się je do tzw. chat łowieckich.